# Mayoor, Jevargi
Mayoor là một làng thuộc tehsil Jevargi, huyện Gulbarga, bang Karnataka, Ấn Độ.